# José Subercase
José Subercase y Jiménez (Madrid, 28 de agosto de 1812 - Madrid, 27 de mayo de 1885) fue un ingeniero español, académico de la Real Academia de Ciencias Exactas, Físicas y Naturales.

## Biografía
Hijo del también ingeniero valenciano Juan Subercase Krets, fue profesor en la Escuela de Caminos de Valencia (donde también era docente su padre). Inspector general del cuerpo de ingenieros de caminos, canales y puertos, participó en 1844 junto a su padre y a Calixto Santa Cruz en la redacción de un informe que apostaba por un ancho de vía superior al ancho estándar (lo que posteriormente llevaría a la implantación del ancho ibérico para el desarrollo del ferrocarril en España).
Participó asimismo en la comisión del mapa geológico de España.

## Obras
- Leyes que rigen el movimiento y la resistencia de los fluidos.